# Leslie Gaston
Leslie Gaston Marcus (Montgomery, 9 de agosto de 1980) es una exfutbolista estadounidense. Nacida en Montgomery (Alabama), Leslie fue All-American. Jugó en la University of North Carolina at Chapel Hill, donde fue dos veces Campeona Nacional de Fútbol de la NCAA.
Fue nombrada All-American y MVP del Torneo de la Atlantic Coast Conference en su último año.

## Estadísticas

### Clubes
| Club                | País           | Año         |
| ------------------- | -------------- | ----------- |
| Atlanta Beat        | Estados Unidos | 2003        |
| Atlanta Silverbacks | Estados Unidos | 2005 - 2006 |